# Declercq Stortbeton Waregem BC
Declercq Stortbeton Waregem BC is een Belgische basketbalclub uit Waregem die uitkomt in de Eerste nationale klasse van de damescompetitie. De club speelt sinds 1988 in de top van 1ste Nationale. De club speelt met de kleuren Wit - Wit / Rood - Rood.

## Palmares
- Eerste nationale klasse dames

Winnaar (2x): 1990, 2008, 2011
Tweede (3x): 1998 2001, 2005, 2007
- Beker van België (basketbal)

Winnaar (3x): 1990, 1991, 2001
Finalist (3x): 1994, 2003, 2009